# Augusto Galletti
Augusto Galletti (Milano, 8 settembre 1886 – Serra Riccò, 17 giugno 1945) è stato un allenatore di calcio, calciatore e arbitro di calcio italiano.

## Carriera

### Calciatore
Galletti ha militato nell'Andrea Doria negli stessi anni del fratello Carlo Galletti. Nella stagione del 1905 ha giocato nelle eliminatorie regionali contro il Genoa, venendo eliminato con i suoi al terzo spareggio.

### Allenatore
Ha fatto parte delle commissioni tecniche alla guida della nazionale di calcio dell'Italia in quattro occasioni, dal 1921 al 1924.

### Arbitro
Al termine della sua esperienza agonistica, si iscrive all'A.I.A., sostenendo l'esame di abilitazione il 12 dicembre 1914 e poi abilitato prima della fine di dicembre.
Divenendone in breve tempo uno degli arbitri più conosciuti e preparati della sezione genovese. Arbitrò quattro incontri nella Prima Divisione 1925-1926.
Dal 1928, prendendo il posto di Romildo Terzolo, fu alla presidenza della sezione genovese A.I.A., carica che mantenne sino al 1933, quando venne sostituito da Carlo Garbieri.